# Ингулец (Криворожский район)
Ингуле́ц (укр. Інгулець) — село,
Чкаловский сельский совет,
Криворожский район,
Днепропетровская область,
Украина.
Код КОАТУУ — 1221887704. Население по переписи 2001 года составляло 331 человек.

## Географическое положение
Село Ингулец находится на берегу Карачуновского водохранилища, в 2-х км от села Радионовка.